# Schwangerschaftskonfliktgesetz
Das Schwangerschaftskonfliktgesetz regelt die Aufklärung, Verhütung, Familienplanung, Schwangerschaftskonfliktberatung und die Voraussetzungen für eine straflose Vornahme von Schwangerschaftsabbrüchen sowie die vertrauliche Geburt in Deutschland.
Im ersten Abschnitt finden sich in den §§ 1 bis 4 allgemeine Vorschriften zur Aufklärung, Verhütung, Familienplanung und Beratung. 
Im zweiten Abschnitt sind in den §§ 5 bis 11 Regelungen zur Schwangerschaftskonfliktberatung enthalten, die innerhalb der Fristenregelung zur Straflosigkeit des Schwangerschaftsabbruchs nach § 218a Absatz 1 i. V. m. § 219 Absatz 2 Strafgesetzbuch führen. 
Der dritte Abschnitt umfasst Regelungen zur Vornahme von Schwangerschaftsabbrüchen und Bußgeldvorschriften in den §§ 12 und 14. 
Im vierten Abschnitt finden sich in den §§ 15 bis 18 Vorschriften zur Bundesstatistik über Schwangerschaftsabbrüche. 
Im fünften Abschnitt (§§ 19 bis 24) stehen Regelungen zur Kostenübernahme bei Schwangerschaftsabbrüchen in besonderen Fällen (bei finanziell bedürftigen Frauen). 
Im sechsten Abschnitt (§§ 25 bis 34) ist die vertrauliche Geburt geregelt.

## Inkrafttreten und Änderungen
Das Gesetz trat am 5. August 1992 unter der Bezeichnung Gesetz über Aufklärung, Verhütung, Familienplanung und Beratung (BeratungsG) in Kraft. Es bestand nur aus den §§ 1 bis 4 und wurde als Artikel 1 des Gesetzes zum Schutz des vorgeburtlichen/werdenden Lebens, zur Förderung einer kinderfreundlicheren Gesellschaft, für Hilfen im Schwangerschaftskonflikt und zur Regelung des Schwangerschaftsabbruchs (Schwangeren- und Familienhilfegesetz – SchwFamG) vom 27. Juli 1992 (BGBl. I S. 1398) verkündet. Hintergrund war die einheitliche Regelung des Schwangerschaftsabbruchs nach der Wiedervereinigung.
Das Schwangeren- und Familienhilfeänderungsgesetz (SFHÄndG) vom 21. August 1995 (BGBl. I S. 1050) änderte in Artikel 1 Nr. 1 die Überschrift des BeratungsG in Gesetz zur Vermeidung und Bewältigung von Schwangerschaftskonflikten (Schwangerschaftskonfliktgesetz – SchKG). Außerdem bestimmte es in Artikel 1 Nr. 2 das bisherige BeratungsG zum neuen Abschnitt 1 des geänderten Gesetzes und fügte durch Artikel 1 Nr. 7 die neuen Abschnitte 2 bis 4 mit den §§ 5 bis 18 an.
Zur Rechtsbereinigung wurden weitere materiell- und formell-rechtliche Regelungen zum 15. Dezember 2010 aufgenommen. Eine abdrängende Sonderzuweisung für öffentlich-rechtliche Streitigkeiten nach dem Gesetz sieht die Zuständigkeit der Sozialgerichte gegeben (§ 23 SchKG).
Am 5. Juli 2024 beschloss der Bundestag, Regelungen gegen so genannte Gehsteigbelästigung aufzunehmen; der Bundesrat stimmte am 27. September 2024 zu; die Änderungen traten am 13. November 2024 in Kraft.